# Mishbah al-Mashuri
Mishbah al-Mashuri (* 6. Februar 2005 in Bekasi) ist ein indonesischer Fußballspieler.

## Karriere
Mishbah al-Mashuri erlernte das Fußballspielen in den Jugendmannschaften von Charis Yulianto FA, Brazillian Soccer School, Tajimalela FA, Persib Bandung, Bali United und Nusantara United FC. Im September 2024 wurde er von Nusantara United an den laotischen Erstligisten Master 7 FC ausgeliehen. Bisher bestritt er für den Klub aus der Hauptstadt Vientiane fünf Erstligaspiele.